# 口太山
口太山（くちぶとやま）は、福島県二本松市と同県伊達郡川俣町の境に山頂を有する山である。

## 概要
標高842.3m、阿武隈高地に属する。中通りにあるうつくしま百名山のひとつ。
登山口は2つあり、山の南西斜面には比較的なだらかな地形の夏無沼自然公園付近（二本松市針道地区）、川俣町大綱木地区にある。南には麓山、北東には花塚山、北西には木幡山がある。木幡山との鞍部には国道349号口太山トンネルが南北に貫く。北斜面は、広瀬川とその支流の水源があり、川俣町小綱木地区には町の浄水場が町内に水道水を供給する。南斜面は、川俣町山木屋に口太川、二本松市に針道川、安達太田川の水源がある。その流れは口太川に合流し阿武隈川に注ぐ。広瀬川も同じく伊達市で阿武隈川と合流する。